# The Mosquito
The Mosquito è un singolo del gruppo rock statunitense dei Doors, estratto dall'album Full Circle e pubblicato nell'agosto 1972. Il 45 giri scalò le classifiche fino ad arrivare alla posizione massima n°85. Nella canzone The Mosquito i The Doors vengono accompagnati al basso da Leland Sklar.
Gli Squallor hanno inciso nel 1973 una cover di questo brano con il testo in italiano (scritto da Daniele Pace e Giancarlo Bigazzi), Non mi mordere il dito.

## Posizioni Chart
| Anno | Singolo        | Chart             | Posizione |
| ---- | -------------- | ----------------- | --------- |
| 1972 | "The Mosquito" | Billboard Hot 100 | 85        |

## Covers
- Argentina - Pintura Fresca, El Mosquito, 1972 (album El Mosquito / Yo Y Mi Flecha)
- Cile - Coco Legrand, El Mosquito, 1972 (album El Borrachoski "El Aguardientoski")
- Francia - Joe Dassin, Le Moustique, 1972 (album Joe Dassin e Joe)
- Italia - Mirko Casadei Beachband, No Me Moleste Mosquito, 2003, (album Doccia Fredda)
- Italia - Squallor, Non mi mordere il dito, 1973 (album Troia)
- Messico - La Tropa Loca, El mosquito, 1973 (album ENGAÑO)
- Spagna - Grupo Aguacate No Me Molestes Mosquito , 2016 (album Bailando Latino. Cumbia Merengue y Salsa)
- Spagna - Peret, El Mosquito, 1973 (album Peret e Canta Y Se Feliz)
- Turchia - Arda Kardes, Pis Sinek !.., 1974 (album Pis Sinek !..)